# Baccaurea glaucescens
Baccaurea glaucescens là một loài thực vật có hoa trong họ Diệp hạ châu. Loài này được (Chodat & Hassl.) Soria & Zardini mô tả khoa học đầu tiên năm 1991.